# Scutiger nyingchiensis
Scutiger nyingchiensis är en groddjursart som beskrevs av Fei in Sichuan Institute of Biology Herpetology Department 1977. Scutiger nyingchiensis ingår i släktet Scutiger och familjen Megophryidae. IUCN kategoriserar arten globalt som livskraftig. Inga underarter finns listade i Catalogue of Life.